# Hažín nad Cirochou, Humenné
Hažín nad Cirochou este o comună slovacă, aflată în districtul Humenné din regiunea Prešov. Localitatea se află la altitudinea de 167 m deasupra n.m., se întinde pe o suprafață de 7,18 km2 și în 2017 număra 665 de locuitori. Se învecinează cu comuna Humenné.

## Istoric
Localitatea Hažín nad Cirochou este atestată documentar din 1451.

## Demografie
| An:                | 1994 | 2004    | 2014   | 2024   |
| ------------------ | ---- | ------- | ------ | ------ |
| Număr de persoane: | 609  | 709     | 675    | 654    |
| Diferență:         |      | +16,42% | −4,79% | −3,11% |

| An:                | 2023 | 2024   |
| ------------------ | ---- | ------ |
| Număr de persoane: | 665  | 654    |
| Diferență:         |      | −1,65% |

## Personalități
- Ján Babjak (n. 1953), arhiepiscop al Arhiepiscopiei de Prešov și mitropolit al Bisericii Greco-Catolice din Slovacia (din 2008), este fiu al satului.